# جانستون (نام خانوادگی)
نام خانوادگی جانستون می‌تواند به افراد زیر اشاره داشته‌باشد:
- اولی جانستون
- جوزف جانستون
- دونالد جانستون
- جو جانستون
- بروس جانستون
- دیوید جانستون
- جیمی جانستون
- بنر جانستون
- جمی جانستون
- بن جانستون
- سام جانستون
- جان جانستون
- لمار جانستون
- باب جانستون
- کریس جانستون
- کریستن جانستون
- اندرو جانستون
- شون جانستون (هنرپیشه)
- جورج جانستون
- کریگ جانستون
- بنت جانستون
- ساموئل جانستون
- سو جانستون
- مارگارت جانستون
- بیل جانستون (تنیس‌باز)
- الکساندر رابرت جانستون
- هارولد س. جانستون
- جان دبلیو. جانستون
- رینزی ام. جانستون
- فرانسیس بنجامین جانستون
- پیتر جانستون (تنیس‌باز)
- جوسایا اس. جانستون
- تام جانستون (نوازنده)
- اولین دی. جانستون
- جوزف اف. جانستون
- آلبرت سیدنی جانستون
- اگنس کریستین جانستون
- رابین ناکس-جانستون
- دانیل جانستون
- آرتور جانستون (تنظیم‌کننده)
- هری جانستون
- بروس جانستون (راننده مسابقه)
- هری جانستون (بازیکن فوتبال)
- جیم جانستون (آهنگساز)
- مارک جانستون (شناگر)